# Zonocryptus linearis
Zonocryptus linearis là một loài tò vò trong họ Ichneumonidae.